# كنيسة سيدة الأحزان (دالكاوي)
كنيسة سيدة الأحزان (بالإسبانية: Iglesia de Nuestra Señora de los Dolores) هي كنيسة رومانيّة كاثوليكيّة تقع في بلدية دالكاوي في تشيلي. تم تشييدها في نهاية القرن التاسع عشر، عندما كان أرخبيل تشيلوي لايزال جزءًا من ممتلكات التاج الإسباني، حيث تمثّل اندماجًا بين الثقافة اليسوعيّة الأوروبيّة ومهارات الشعوب الأصليّّة وتقاليدها، وهي مثال على ثقافة المستيزو.
تُعتبر كنيسة سيدة الأحزان واحدة من أقدم الكنائس التقليديّة في تشيلوي، والتي بقيت سليمة تقريبًا من عصر البعثة اليسوعيّة.

## الحماية
تُعتبر هذه الكنيسة واحدة من 16 كنيسة خشبية فريدة تم إدراجها على قائمة التراث العالمي التابعة لليونيسكو في عام 2000 تحت مسمى كنائس تشيلوي. كما قامت جامعة تشيلي، ومؤسسة كنائس تشيلوي الثقافية، وغيرها من المؤسسات بجهود كبيرة للحفاظ على هذه المنشآت التاريخيّة.
يعود تاريخ بنائها إلى النصف الثاني من القرن التاسع عشر، وتظهر صورة التقطها خيرمان فيدراولد من عام 1893 أنه كان لها سقف منحدر.
تم استخدام هذه الكنيسة كموقع في المسلسل التلفزيوني «لا فييرا» للقناة TVN الحكومية في عام 1999.
بدأت أعمال الترميم في 2013 من قبل رابطة أصدقاء كنيسة سيدة الأحزان، وبلغت ذروتها في سبتمبر 2015.

## صور

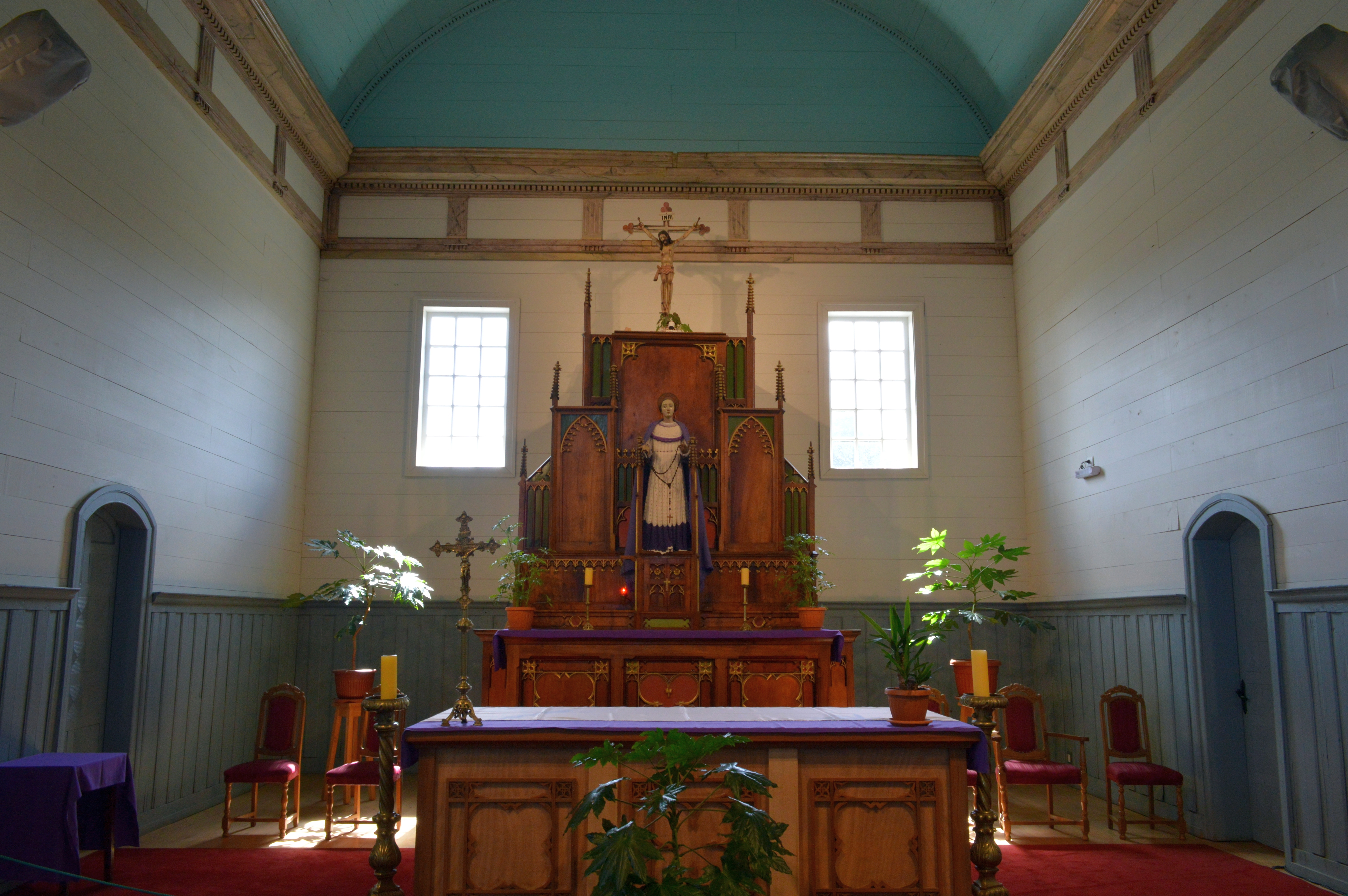
منظر داخلي للكنيسة

## الموقع
تقع كنيسة سيدة الأحزان ضمن بلدية دالكاوي (التي يقع فيها أيضًا كنيسة تيناون وكنيسة سان خوان باوتيستا)، شرق أرخبيل تشيلوي.